# Palimpsestes
Pour les articles homonymes, voir Palimpseste (homonymie).
Palimpsestes. La Littérature au second degré est un livre de Gérard Genette paru en 1982 aux éditions du Seuil. Il développe la théorie de la transtextualité, c'est-à-dire l'ensemble des relations qui peuvent exister entre deux ou plusieurs textes, et définit les différentes relations hypertextuelles.

## Titre et composition
Le mot palimpseste désigne un parchemin qu'on a gratté dans l'intention d'en effacer le texte pour en écrire un nouveau ; le premier texte reste cependant souvent visible, par transparence, sous le second. Par métaphore, le palimpseste représente donc la relation hypertextuelle : on peut trouver dans tout texte littéraire la trace d'un autre texte littéraire plus ancien.
L'ouvrage est divisé en 80 chapitres sans titre, regroupés informellement dans la table des matières en cinq parties inégales que l'on pourrait intituler de la manière suivante :
- Les relations transtextuelles, les différentes pratiques hypertextuelles et la parodie (chapitres I à XI)
- Le travestissement (chapitres XII et XIII)
- Le pastiche et la charge (chapitres XIV à XXVI)
- La forgerie et la continuation (chapitres XXVII à XXXIX)
- La transposition (chapitres XL à LXXX)

La définition de la transtextualité et des différentes relations transtextuelles occupe le premier chapitre. L'auteur s'intéresse ensuite seulement à l'hypertextualité et en définit les différentes pratiques (chapitres II à VI). Le reste de l'œuvre n'est, « d'une certaine manière, qu'un long commentaire »  de la distinction entre ces pratiques.

## Contenu
Gérard Genette définit l'hypertexte comme « tout texte dérivé d'un texte antérieur par transformation simple (nous dirons désormais transformation tout court) ou par transformation indirecte : nous dirons imitation. »  Tout texte littéraire est donc un hypertexte, puisque chacun entretient une relation avec un texte antérieur appelé hypotexte.
Cette relation peut être massive ou discrète, déclarée ou tue par l'auteur. Par exemple, Scarron nomme l'auteur de l'hypotexte qu'il transforme dans Virgile travesti ; son œuvre doit être lue comme un travestissement de l'Énéide. En revanche, les Confessions de Jean-Jacques Rousseau peuvent être vues comme une réactualisation des Confessions de saint Augustin, ou bien comme indépendantes de cette dernière œuvre.

### Les six pratiques hypertextuelles
Pour faire la distinction entre les différentes pratiques hypertextuelles, Genette définit deux critères :
- la relation qui unit les deux textes ; il peut s'agir d'une transformation (modifier le style sans modifier le sujet) ou d'une imitation (modifier le sujet sans modifier le style) ;
- le régime du texte, qui peut être ludique, satirique ou sérieux.

En croisant les deux relations et les trois régimes, on obtient six relations hypertextuelles possibles :
|                | régime ludique | régime satirique | régime sérieux |
| transformation | Parodie        | Travestissement  | Transposition  |
| imitation      | Pastiche       | Charge           | Forgerie       |

#### Remarques sur le tableau et exemples
- La parodie s'entend au sens strict : il s'agit d'un détournement de texte sans fonction dégradante : La Cigale et la Fourmi et ses nombreuses réécritures,...
- Le « travestissement » transforme un texte en l'avilissant, en le dégradant : l'Énéide a été parodiée par Scarron (Virgile travesti), Ivan Kotliarevsky et d'autres.
- La transposition correspond à des pratiques nombreuses, comme :
  - la traduction ;
  - la versification et son contraire la prosification : les Fables en vers de La Fontaine sont inspirées des Fables d'Ésope en prose.
  - la réduction et son contraire l'augmentation ;
  - l'amplification ;
  - la transmodalisation (inversion des modes narratif et dramatique ou changement dans ceux-ci) : adaptation d'un roman pour le théâtre ou le cinéma...
- Le pastiche : Pastiches et Mélanges de Marcel Proust...
- La « charge » imite en se moquant : ce sont les exemples nombreux de A la manière de...
- La forgerie, dont une espèce particulière est la continuation. L’Odyssée a ainsi connu de nombreuses forgeries et continuations : l’Énéide, la Suite d'Homère de Quintus de Smyrne, Les Aventures de Télémaque de Fénelon,...

## Éditions
L'édition originale date de 1982, aux éditions du Seuil, dans la collection Poétique, au numéro 33.
L'œuvre a été reprise en 1992 en format poche chez le même éditeur, dans la collection Points essais.